# Hudba Prvního
Muzika Pervogo (rusky Музыка Первого, český překlad Hudba Prvního) je ruská státní hudební televizní stanice.

## Tematika
Zpočátku byla televize zaměřena na obecné hudební téma, ale kvůli velké konkurenci s jinými médii vysílající populární hudbu, bylo rozhodnuto na začátku roku 2016 přeformátovat vysílání na mladé publikum.
Televize klade důraz na videoklipy mladých, či začínajících ruských umělců. Na základě internetového hlasování stanice vysílá různé hudební žebříčky, kde nejvýznamnější je pořad Лавчарт (Milované pořadí šlágrů). Dále vysílá zábavné pořády, ve kterých se diskutuje o nových filmech, módě, novinek ze světa hvězd a dalších tématech, které se mladé publikum zajímá. Nejvyznámějším pořadem o novinkách z oblasti filmu, hudby ze světa hvězd je pořád Новости Первого (Novinky Prvního).

## Vysílání a distribuce
Televizní kanál je placený a je součástí balíčku digitální televizní rodiny ruského Prvního kanálu. Což je balíček tematických stanic hlavních operátorů placené televize dostupných v kabelové, IPTV a satelitní sítě Ruska. Je dostupná celosvětově a v České republice u operátorů IPTV a to například u Sledování.tv. Vysílání probíhá nepřetržitě a je ve formátu 16:9.
V Lotyšsku bylo na konci roku 2019 pozastaveno vysílání televize z důvodu rozhodnutí Národní rady pro elektronická média.

## Obecenstvo
Stanice se zaměřuje na posluchače od 14 do 24 let 

## Program
V květnu televize pořádá každoroční festival Маёвка Лайв (Majovka naživo). V rámci silvestrovského vysílání je každoročně uváděn hudební pořad #SnowПати (Sněžný večírek).

## Ocenění a nominace
| Rok  | Cena                                  | Kategorie                                                              | Nominovaná práce                                                                                      | Výsledek  | poz.          |
| ---- | ------------------------------------- | ---------------------------------------------------------------------- | --- | --------- | ------------- |
| 2013 | Золотой луч (Zlatý paprsek)           | Hudební televize: ruský kanál                                          | Музыка Первого (Hudba Prvního)                                                                        | vítězství | [ 12 ]        |
| 2014 | Большая цифра 2015 (Velké číslo 2015) | Hudební televize                                                       | Музыка Первого (Hudba Prvního)                                                                        | vítězství |               |
| 2014 | Большая цифра 2015 (Velké číslo 2015) | Hudební televize (na základě hlasování diváků)                         | Музыка Первого (Hudba Prvního)                                                                        | vítězství |               |
| 2015 | Золотой луч (Zlatý paprsek)           | Výtvarné zpracování a styl televize                                    | Музыка Первого (Hudba Prvního)                                                                        | vítězství | [ 13 ]        |
| 2016 | Золотой луч (Zlatý paprsek)           | Hudební televize                                                       | Музыка Первого (Hudba Prvního)                                                                        | vítězství | [ 14 ] [ 15 ] |
| 2017 | Большая цифра 2018 (Velké číslo 2018) | Zábavná televize                                                       | Музыка Первого (Hudba Prvního)                                                                        | nominace  | [ 16 ]        |
| 2017 | Большая цифра 2018 (Velké číslo 2018) | Hudební televize (na základě hlasování diváků)                         | Музыка Первого (Hudba Prvního)                                                                        | vítězství | [ 17 ]        |
| 2017 | Большая цифра 2018 (Velké číslo 2018) | Nejlepší hudební událost pořádaná televizním kanálem                   | Hlavní novoroční zábavný pořád #SnowПати2 (#Sněžný večírek, televize Музыка Первого (Hudba prvního)   | nominace  | [ 16 ]        |
| 2017 | Большая цифра 2018 (Velké číslo 2018) | Nejlepší hudební událost pořádaná televizním kanálem                   | Každořoční festival superšlágrů Маёвка Лайв (Majovka Naživo), televize Музыка Первого (Hudba prvního) | vítězství | [ 17 ] [ 18 ] |
| 2018 | Золотой луч (Zlatý paprsek)           | Hudební televize                                                       | Музыка Первого (Hudba Prvního)                                                                        | vítězství | [ 19 ] [ 20 ] |
| 2018 | Большая цифра 2019 (Velké číslo 2019) | Hudební televize (na základě hlasování diváků)                         | Музыка Первого (Hudba Prvního)                                                                        | vítězství | [ 21 ] [ 22 ] |
| 2019 | Золотой луч (Zlatý paprsek)           | Лучшее внеэфирное продвижение телеканала (nejlepší propagace televize) | #PROLETO (#PROЛЕТО), телеканал Музыка Первого (Hudba Prvního)                                         | vítězství | [ 23 ] [ 24 ] |
| 2019 | Большая цифра 2020 (Velké číslo 2020) | Hudební televize (na základě hlasování diváků)                         | Музыка Первого (Hudba Prvního)                                                                        | vítězství | [ 25 ] [ 26 ] |

Televize Hudba Prvního získala cenu Stříbrné tlačítko kanálu YouTube (Tvůj kanál) za 100 000 sledujících.